# 奇廉山脈

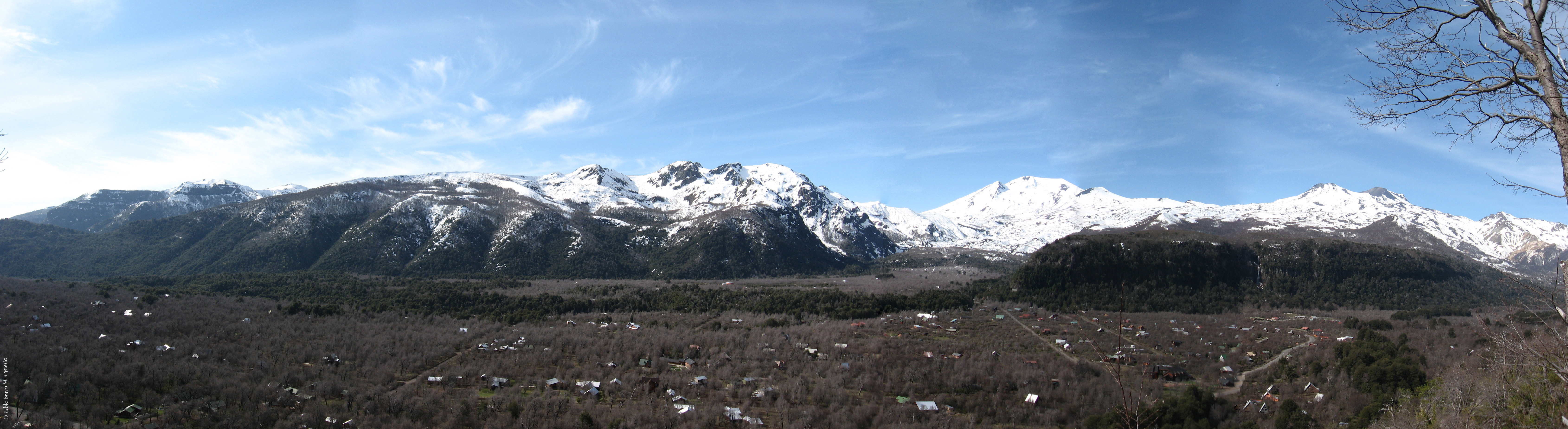

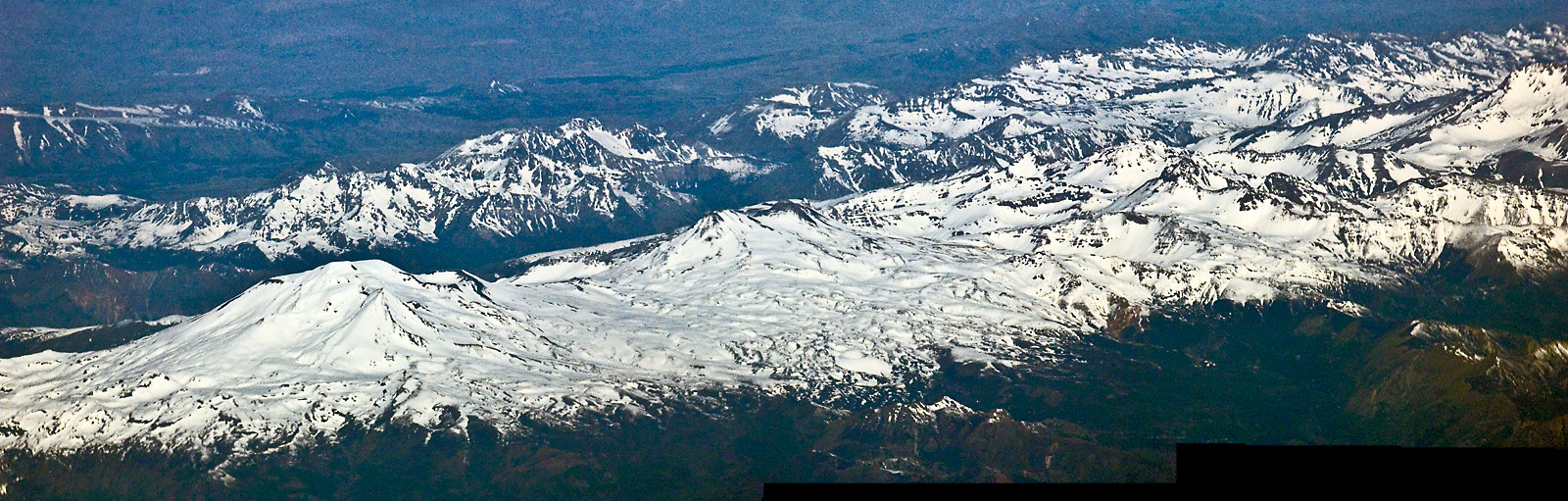

36°51′48″S 71°22′36″W / 36.86333°S 71.37667°W
奇廉山脈（西班牙語：Nevados de Chillán）是智利的山脈，位於該國中部紐布列大區，由18座火山組成，屬於安第斯山脈的一部分，最高點海拔高度3,212米，山體由安山岩組成。